# Mason, Ohio
Mason là một thành phố thuộc quận Warren, tiểu bang Ohio, Hoa Kỳ. Năm 2010, dân số của thành phố này là 30712 người.

## Dân số
- Dân số năm 2000: 22016 người.
- Dân số năm 2010: 30712 người.